# Tour de France 2025/16. Etappe
Die 16. Etappe der Tour de France 2025 fand am 22. Juli 2025 statt und endete mit einer Bergankunft auf dem Mont Ventoux auf einer Höhe von 1920 Metern. Die Strecke führte die 112. Austragung des französischen Etappenrennens dabei über 171,5 Kilometer weiter in Richtung Osten, wobei der Start in Montpellier erfolgte. Nach der Zielankunft hatten die Fahrer insgesamt 2560,5 Kilometer absolviert, was 76,69 % der Gesamtdistanz entsprach.

## Streckenführung
Der neutralisierte Start erfolgte in Montpellier, ehe das Rennen auf der D986 in der Gemeinde Saint-Gély-du-Fesc freigegeben wurde.
Nach dem offiziellen Start führten die ersten Kilometer auf flachen Straßen in Richtung Norden. Dabei wurden Saint-Mathieu-de-Tréviers und Quissac durchfahren, ehe es über Moussac und Uzès vermehrt gen Westen ging. Zwischen Orange und Avignon querten die Fahrer über die Pont de Roquemaure die Rhone, bevor in Châteauneuf-du-Pape bei Kilometer 112,4 der Zwischensprint erfolgte. Nun ging es über Courthézon und Sarrians nach Aubignan, wo die Straße allmählich leicht zu steigen begann und über Caromb nach Bédoin führte.
Dann begann mit der Auffahrt auf den Mont Ventoux, die einzige Schwierigkeit des Tages. Der 15,7 Kilometer lange Anstieg ließ sich dabei in drei Abschnitte gliedern. Die ersten 5,7 Kilometer führten bei leichten Steigungsprozenten von rund 5 % auf der D974 zum Restaurant Le Virage, wo der eigentliche Anstieg begann. Dieser wies auf einer Länge von 15,7 Kilometern eine durchschnittliche Steigung von 8,8 % auf. Im zweiten Abschnitt ging es in Kilometerschnitten von teils mehr als 10 % zum Chalet Reynard, das 6,2 Kilometer vor dem Ziel erreicht wurde. Dann bogen die Fahrer links auf die Gipfelstraße ab, die in Form von Mäandern durch dürre Mondlandschaft des Berges führte. Die Steigung ließ im oberen Drittel zwar etwas nach, lag jedoch noch immer bei rund 8 %. Vor allem die letzten beiden Kilometer weisen Kilometerschnitte knapp unterhalb der 10 %-Marke auf. Im Ziel wurde eine Bergwertung der HC-Kategorie abgenommen.
|                            | Ort                       | Kilometer | Länge (km) | Höhe (m) | Ø Steigung | max. Steigung |
| -------------------------- | ------------------------- | --------- | ---------- | -------- | ---------- | ------------- |
| neutralisierter Start      | Montpellier               |           |            |          |            |               |
| offizieller Start          | Saint-Gély-du-Fesc (D986) | 0         |            |          |            |               |
| Zwischensprint             | Châteauneuf-du-Pape       | 112,4     |            |          |            |               |
| Bergwertung (HC-Kategorie) | Mont Ventoux              | 116,6     | 15,7       | 1920     | 8,8 %      | unbekannt     |
| Ziel                       | Mont Ventoux              | 116,6     |            |          |            |               |

## Ergebnis
| \| Etappenergebnis \| Etappenergebnis \| Etappenergebnis \| Etappenergebnis \| Etappenergebnis \| \| Fahrer \| Fahrer \| Land \| Team \| Zeit \| \| --------------- \| ---------------------- \| --------------- \| -------------------------- \| --------------- \| \| 1. \| Valentin Paret-Peintre \| Frankreich \| Soudal Quick-Step \| 4 h 03 min 19 s \| \| 2. \| Ben Healy \| Irland \| EF Education-EasyPost \| + 0 s \| \| 3. \| Santiago Buitrago \| Kolumbien \| Bahrain Victorious \| + 4 s \| \| 4. \| Ilan Van Wilder \| Belgien \| Soudal Quick-Step \| + 14 s \| \| 5. \| Tadej Pogačar \| Slowenien \| UAE Team Emirates XRG \| + 43 s \| \| 6. \| Jonas Vingegaard \| Dänemark \| Team Visma \\| Lease a Bike \| + 45 s \| \| 7. \| Enric Mas \| Spanien \| Movistar Team \| + 53 s \| \| 8. \| Julian Alaphilippe \| Frankreich \| Tudor Pro Cycling Team \| + 1 min 17 s \| \| 9. \| Primož Roglič \| Slowenien \| Red Bull-Bora-Hansgrohe \| + 1 min 51 s \| \| 10. \| Florian Lipowitz \| Deutschland \| Red Bull-Bora-Hansgrohe \| + 1 min 53 s \| |                        |             |                            |                 |
| |                        |             |                            |                 |
| Quellen: ProCyclingStats Cycling Quotient |                        |             |                            |                 |
| Etappenergebnis |                        |             |                            |                 |
| Fahrer | Fahrer                 | Land        | Team                       | Zeit            |
| 1. | Valentin Paret-Peintre | Frankreich  | Soudal Quick-Step          | 4 h 03 min 19 s |
| 2. | Ben Healy              | Irland      | EF Education-EasyPost      | + 0 s           |
| 3. | Santiago Buitrago      | Kolumbien   | Bahrain Victorious         | + 4 s           |
| 4. | Ilan Van Wilder        | Belgien     | Soudal Quick-Step          | + 14 s          |
| 5. | Tadej Pogačar          | Slowenien   | UAE Team Emirates XRG      | + 43 s          |
| 6. | Jonas Vingegaard       | Dänemark    | Team Visma \| Lease a Bike | + 45 s          |
| 7. | Enric Mas              | Spanien     | Movistar Team              | + 53 s          |
| 8. | Julian Alaphilippe     | Frankreich  | Tudor Pro Cycling Team     | + 1 min 17 s    |
| 9. | Primož Roglič          | Slowenien   | Red Bull-Bora-Hansgrohe    | + 1 min 51 s    |
| 10. | Florian Lipowitz       | Deutschland | Red Bull-Bora-Hansgrohe    | + 1 min 53 s    |

## Gesamtstände
| \| Gesamtwertung \| Gesamtwertung \| Gesamtwertung \| Gesamtwertung \| Gesamtwertung \| \| Fahrer \| Fahrer \| Land \| Team \| Zeit \| \| ------------- \| -------------------------- \| ---------------------- \| -------------------------- \| ---------------- \| \| 1. \| Tadej Pogačar \| Slowenien \| UAE Team Emirates XRG \| 58 h 24 min 46 s \| \| 2. \| Jonas Vingegaard \| Dänemark \| Team Visma \\| Lease a Bike \| + 4 min 15 s \| \| 3. \| Florian Lipowitz \| Deutschland \| Red Bull-Bora-Hansgrohe \| + 9 min 03 s \| \| 4. \| Oscar Onley \| Vereinigtes Königreich \| Team Picnic-PostNL \| + 11 min 04 s \| \| 5. \| Primož Roglič \| Slowenien \| Red Bull-Bora-Hansgrohe \| + 11 min 42 s \| \| 6. \| Kévin Vauquelin \| Frankreich \| Arkéa-B&B Hotels \| + 13 min 20 s \| \| 7. \| Felix Gall \| Österreich \| Decathlon-AG2R La Mondiale \| + 14 min 50 s \| \| 8. \| Tobias Halland Johannessen \| Norwegen \| Uno-X Mobility \| + 17 min 01 s \| \| 9. \| Ben Healy \| Irland \| EF Education-EasyPost \| + 17 min 52 s \| \| 10. \| Carlos Rodríguez \| Spanien \| Ineos Grenadiers \| + 20 min 45 s \| |                            |                        |                            |                  |
| |                            |                        |                            |                  |
| Quellen: ProCyclingStats Cycling Quotient |                            |                        |                            |                  |
| Gesamtwertung |                            |                        |                            |                  |
| Fahrer | Fahrer                     | Land                   | Team                       | Zeit             |
| 1. | Tadej Pogačar              | Slowenien              | UAE Team Emirates XRG      | 58 h 24 min 46 s |
| 2. | Jonas Vingegaard           | Dänemark               | Team Visma \| Lease a Bike | + 4 min 15 s     |
| 3. | Florian Lipowitz           | Deutschland            | Red Bull-Bora-Hansgrohe    | + 9 min 03 s     |
| 4. | Oscar Onley                | Vereinigtes Königreich | Team Picnic-PostNL         | + 11 min 04 s    |
| 5. | Primož Roglič              | Slowenien              | Red Bull-Bora-Hansgrohe    | + 11 min 42 s    |
| 6. | Kévin Vauquelin            | Frankreich             | Arkéa-B&B Hotels           | + 13 min 20 s    |
| 7. | Felix Gall                 | Österreich             | Decathlon-AG2R La Mondiale | + 14 min 50 s    |
| 8. | Tobias Halland Johannessen | Norwegen               | Uno-X Mobility             | + 17 min 01 s    |
| 9. | Ben Healy                  | Irland                 | EF Education-EasyPost      | + 17 min 52 s    |
| 10. | Carlos Rodríguez           | Spanien                | Ineos Grenadiers           | + 20 min 45 s    |

| Punktewertung | Punktewertung    | Punktewertung          | Punktewertung              | Punktewertung |
| Fahrer        | Fahrer           | Land                   | Team                       | Punkte        |
| ------------- | ---------------- | ---------------------- | -------------------------- | ------------- |
| 1.            | Jonathan Milan   | Italien                | Lidl-Trek                  | 251 P.        |
| 2.            | Tadej Pogačar    | Slowenien              | UAE Team Emirates XRG      | 240 P.        |
| 3.            | Biniam Girmay    | Eritrea                | Intermarché-Wanty          | 169 P.        |
| 4.            | Tim Merlier      | Belgien                | Soudal Quick-Step          | 150 P.        |
| 5.            | Jonas Vingegaard | Dänemark               | Team Visma \| Lease a Bike | 150 P.        |
| 6.            | Anthony Turgis   | Frankreich             | Team TotalEnergies         | 130 P.        |
| 7.            | Jonas Abrahamsen | Norwegen               | Uno-X Mobility             | 110 P.        |
| 8.            | Quinn Simmons    | Vereinigte Staaten     | Lidl-Trek                  | 93 P.         |
| 9.            | Arnaud De Lie    | Belgien                | Lotto                      | 92 P.         |
| 10.           | Oscar Onley      | Vereinigtes Königreich | Team Picnic-PostNL         | 91 P.         |

| Bergwertung | Bergwertung            | Bergwertung | Bergwertung                | Bergwertung |
| Fahrer      | Fahrer                 | Land        | Team                       | Punkte      |
| ----------- | ---------------------- | ----------- | -------------------------- | ----------- |
| 1.          | Tadej Pogačar          | Slowenien   | UAE Team Emirates XRG      | 60 P.       |
| 2.          | Lenny Martinez         | Frankreich  | Bahrain Victorious         | 60 P.       |
| 3.          | Thymen Arensman        | Niederlande | Ineos Grenadiers           | 48 P.       |
| 4.          | Jonas Vingegaard       | Dänemark    | Team Visma \| Lease a Bike | 45 P.       |
| 5.          | Michael Woods          | Kanada      | Israel-Premier Tech        | 38 P.       |
| 6.          | Valentin Paret-Peintre | Frankreich  | Soudal Quick-Step          | 36 P.       |
| 7.          | Ben Healy              | Irland      | EF Education-EasyPost      | 35 P.       |
| 8.          | Florian Lipowitz       | Deutschland | Red Bull-Bora-Hansgrohe    | 24 P.       |
| 9.          | Michael Storer         | Australien  | Tudor Pro Cycling Team     | 19 P.       |
| 10.         | Bruno Armirail         | Frankreich  | Decathlon-AG2R La Mondiale | 15 P.       |

| Nachwuchswertung | Nachwuchswertung   | Nachwuchswertung       | Nachwuchswertung        | Nachwuchswertung  |
| Fahrer           | Fahrer             | Land                   | Team                    | Zeit              |
| ---------------- | ------------------ | ---------------------- | ----------------------- | ----------------- |
| 1.               | Florian Lipowitz   | Deutschland            | Red Bull-Bora-Hansgrohe | 58 h 33 min 49 s  |
| 2.               | Oscar Onley        | Vereinigtes Königreich | Team Picnic-PostNL      | + 2 min 01 s      |
| 3.               | Kévin Vauquelin    | Frankreich             | Arkéa-B&B Hotels        | + 4 min 17 s      |
| 4.               | Ben Healy          | Irland                 | EF Education-EasyPost   | + 8 min 49 s      |
| 5.               | Carlos Rodríguez   | Spanien                | Ineos Grenadiers        | + 11 min 42 s     |
| 6.               | Ilan Van Wilder    | Belgien                | Soudal Quick-Step       | + 1 h 16 min 24 s |
| 7.               | Romain Grégoire    | Frankreich             | Groupama-FDJ            | + 1 h 22 min 28 s |
| 8.               | Raúl García Pierna | Spanien                | Arkéa-B&B Hotels        | + 1 h 22 min 52 s |
| 9.               | Joseph Blackmore   | Vereinigtes Königreich | Israel-Premier Tech     | + 1 h 46 min 08 s |
| 10.              | Alex Baudin        | Frankreich             | EF Education-EasyPost   | + 1 h 52 min 34 s |

| Mannschaftswertung | Mannschaftswertung              | Mannschaftswertung           | Mannschaftswertung |
| Team               | Team                            | Land                         | Zeit               |
| ------------------ | ------------------------------- | ---------------------------- | ------------------ |
| 1.                 | Team Visma \| Lease a Bike      | Niederlande                  | 175 h 55 min 27 s  |
| 2.                 | UAE Team Emirates XRG           | Vereinigte Arabische Emirate | + 15 min 08 s      |
| 3.                 | Red Bull-BORA-hansgrohe         | Deutschland                  | + 49 min 34 s      |
| 4.                 | Arkéa-B&B Hotels                | Frankreich                   | + 59 min 28 s      |
| 5.                 | Decathlon AG2R La Mondiale Team | Frankreich                   | + 1 h 16 min 36 s  |
| 6.                 | Ineos Grenadiers                | Vereinigtes Königreich       | + 1 h 45 min 58 s  |
| 7.                 | XDS Astana Team                 | Kasachstan                   | + 1 h 57 min 41 s  |
| 8.                 | Movistar Team                   | Spanien                      | + 1 h 57 min 55 s  |
| 9.                 | Groupama-FDJ                    | Frankreich                   | + 1 h 58 min 33 s  |
| 10.                | Team Picnic-PostNL              | Niederlande                  | + 2 h 27 min 05 s  |

## Ausgeschiedene Fahrer
- Mathieu van der Poel (Alpecin-Deceuninck): wegen Lungenentzündung nicht gestartet[2]